# Circuitry Man
Circuitry Man és una pel·lícula estatunidenca de 1990 de ciència-ficció post apocalíptica dirigida per Steven Lovy i protagonitzada per Jim Metzler, Dana Wheeler-Nicholson i Vernon Wells. Va ser seguida per una seqüela, Plughead Rewired: Circuitry Man II, el 1994. Ha estat doblada al català.

## Argument
En un futur post-apocalíptic el món natural ha mort de la contaminació i la població és forçada a viure sota terra. Una dona intenta passar de contraban una maleta amb drogues i fàrmacs de Los Angeles als subterranis de la Ciutat de Nova York, mentre s'escapa tant de la policia com dels gàngsters. Pel camí, és ajudat per un romàntic bio- androide mecànic i perseguit per Plughead, un dolent amb l'habilitat de donar copets a les ments de les persones.

## Repartiment
- Jim Metzler: Danner
- Dana Wheeler-Nicholson: Lori
- Lu Leonard: Juice
- Vernon Wells: Plughead
- Barbara Alyn Woods: Yoyo
- Dennis Christopher: Leech
- Steven Bottomley: Bartender
- Barney Burman: Cheater
- Andy Goldberg: Squid
- Garry Goodrow: Jugs
- Amy Turó: Bartender
- Deborah Holand: Cantant
- Paul Willson: Beany
- Steve Hunter: Metge Encarregat
- Darren A. Lott: Jackee
- Karen Maruyama: Biker Bandit
- Steven Reich: Metge